# Skeidskneet
Skeidskneet är ett berg i Antarktis. Det ligger i Östantarktis. Norge gör anspråk på området. Toppen på Skeidskneet är 2 600 meter över havet.
Terrängen runt Skeidskneet är kuperad åt nordost, men åt sydväst är den platt. Trakten är obefolkad. Det finns inga samhällen i närheten. 